# بوئنا ویستا (نیوجرسی)
بوئنا ویستا (به انگلیسی: Buena Vista Township) شهری در ایالت نیوجرسی کشور ایالات متحده آمریکا است که جمعیت آن در سرشماری سال ۲۰۱۰ میلادی، ۷٬۵۷۰ نفر بوده‌است.